# Lověšice (Přídolí)
Lověšice, nářečně Louvašín (německy Lobiesching), jsou zaniklá ves v katastrálnímu území Lověšice, na území obce Přídolí, v okrese Český Krumlov.

## Historie
První písemná zmínka o této vesnici pochází z roku 1379. Jméno vsi bylo odvozeno od osobního jména Lověch. Od zavedení obecního zřízení v polovině 19. století byly Lověšice samostatnou obci; osadami této obce byly: Lověšické Rovné, Všeměry a Zátoň. V roce 1921 zde stálo 59 domů a žilo zde 326 obyvatel, z toho 27 obyvatel české národnosti a 296 obyvatel německé národnosti. V letech 1938 až 1945 byly Lověšice (v důsledku uzavření Mnichovské dohody) přičleněny k nacistickému Německu. V roce 1950 byly Lověšice osadou obce Svéraz. V dalších letech zanikly.